# Německá univerzita v Praze
Německá univerzita v Praze (německy Deutsche Universität Prag), původně C. k. německá univerzita Karlo-Ferdinandova (německy K.k. deutsche Karl-Ferdinands-Universität zu Prag), byla německojazyčná univerzita v Praze. Vznikla rozdělením Univerzity Karlo-Ferdinandovy roku 1882 na německou a českou. Roku 1920 byla přejmenována na Německou univerzitu v Praze, po německé okupaci roku 1939 se stala říšskou univerzitou s oficiálním názvem Německá Karlova univerzita (německy Deutsche Karls-Universität) a roku 1945 byla po osvobození Československa zrušena. Na Německé univerzitě v Praze vyučovala i studovala řada vynikajících osobností, včetně mnoha Židů.

## Historie univerzity

### Vznik univerzity

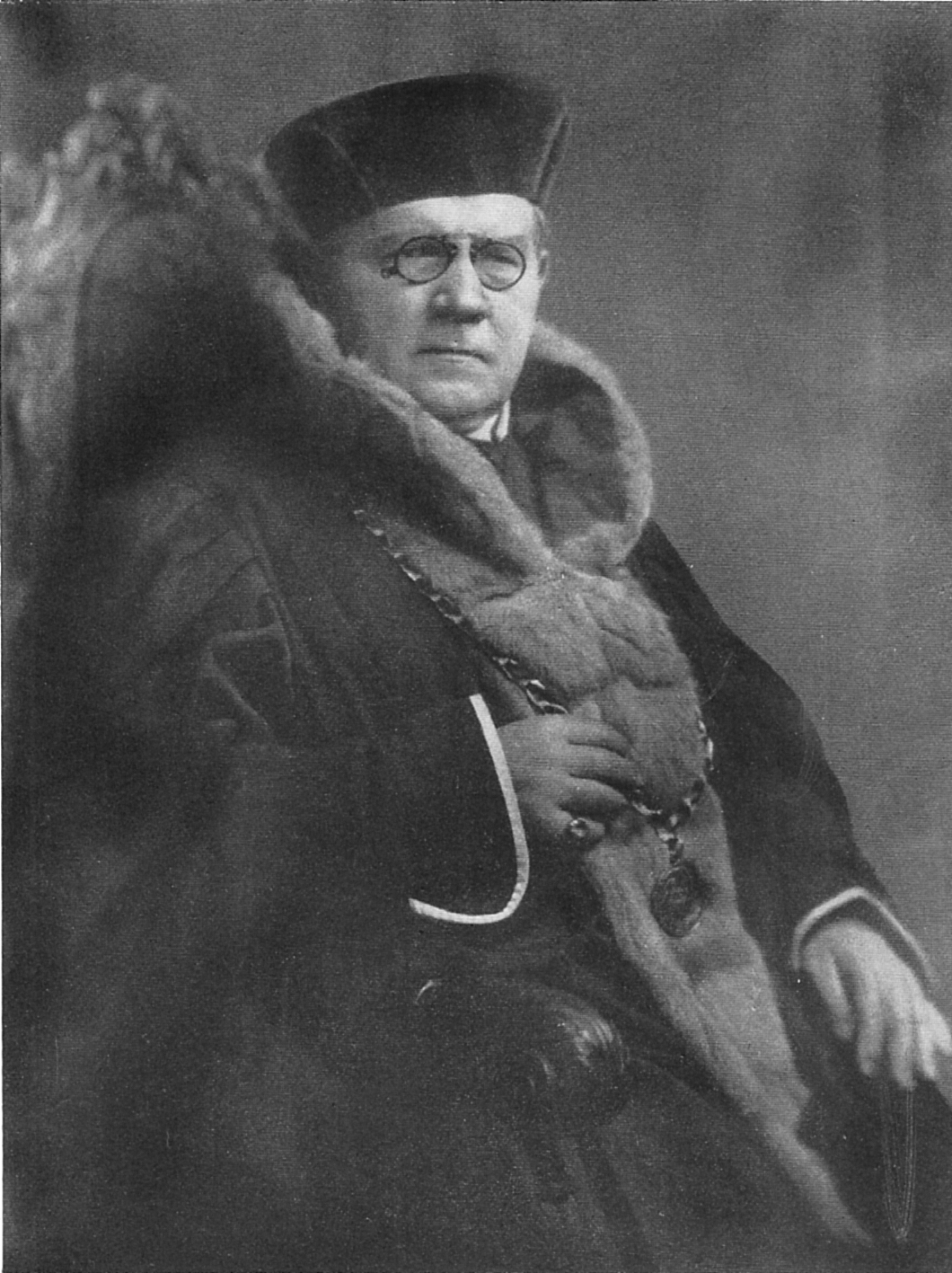
„Železný rektor“ August Naegle

S koncem neoabsolutistického režimu přišly v roce 1861 nové volby, po nichž začali i v pražské městské správě převažovat Češi. V této době započaly univerzity v Budapešti a Krakově výuku v národních jazycích. Z podnětu J. E. Purkyně z roku 1864 začali čeští vzdělanci i politici naléhat na zavedení češtiny i na C. k. univerzitě Karlo-Ferdinandově, kde se od roku 1774 vyučovalo v němčině. Přitom odmítali založení nové univerzity, protože se cítili být dědici středověké univerzity. Nakonec byl sjednán kompromis, totiž rozdělení univerzity na českou a německou univerzitu Karlo-Ferdinandovu. 
Zákonem z roku 1882 byla univerzita rozdělena včetně budov, pro univerzitní ústavy však platilo, že o jejich příslušnosti rozhodne vedoucí profesor, takže většina přešla k německé části, kdežto česká si je musela teprve budovat. Jen knihovna a botanická zahrada zůstaly společné. Německá univerzita měla, podobně jako univerzita česká, fakultu teologickou, právnickou, lékařskou a filozofickou (později i přírodovědeckou). Ovšem zatímco česká působila v metropoli českého národa, kterému navíc vzrůstalo sebevědomí, německá se v Praze ocitla v pozici „ostrova“. Byla relativně izolovaná, čeští a němečtí profesoři se navzájem téměř nestýkali. Na druhou stranu na ni směřovali učitelé z dalších německých univerzit v monarchii (Černovice, Innsbruck, Štýrský Hradec) i z univerzit říšskoněmeckých, i když třeba jen dočasně, protože vrcholem akademické kariéry tehdy byla pozice řádného profesora na Vídeňské univerzitě. Stala se tak reprezentantem německé vědy a kultury v Čechách, byť s proměnlivým profesorským sborem.
Německá Karlo-Ferdinandova univerzita byla standardní středoevropskou univerzitou. Ve srovnání s českou měla podobný počet profesorů, nicméně již v roce 1883 měla česká univerzita více studentů a jejich převaha se pak výrazně stupňovala, roku 1910 už jich bylo víc než dvojnásobek, přičemž tento poměr mezi oběma univerzitami zůstal i v budoucnu zhruba zachován. Počet studentů německé univerzity ovšem také stoupal (např. v akademickém roce 1920/1921 jich bylo 3274, v roce 1929/1930 šlo o 4714 studentů a v roce 1937/1938 jich zde bylo zapsáno už dokonce 5005), ve 30. letech 20. století byla dokonce čtvrtou největší univerzitou ze všech německých vůbec. Za Rakouska však na ní studovali především Němci z Čech, pro moravské a slezské byla mnohem více přitažlivější univerzita ve Vídni. Jiné národy tvořily zanedbatelnou menšinu, stejně tak nebylo příliš mnoho Němců odjinud. Zajímavostí byl vysoký poměr studujících Židů, který ale postupně, i z důvodu zde sílícího antisemitismu, klesal (na počátku 20. let šlo téměř o 40 % studentů, na konci 30. let už jen o 12 %). Nejvíce jich působilo na lékařské fakultě, silné zastoupení měli i v profesorském sboru.
Řada německých studentů se organizovala v buršáckých spolcích, jako byly např. Albia, Rugia, Carolina, Frankonia, Teutonia, Austria apod. Zvláštním spolkem byl Lese- und Redehalle der deutschen Studenten in Prag, založený už v roce 1848, který byl největší, ale který se v roce 1891 rozpadl po sporu o jeho vedení mezi liberály, podporovanými pražskými židovskými kruhy, a nacionalistickými studenty zejména z chudšího pohraničí. Ti pak založili nový spolek Germania, v jehož stanovách se už objevil tzv. árijský paragraf, bránící v přijímání židovských studentů. Šlo o dobu, kdy na celé německé univerzitě, včetně profesorského sboru, začal získávat nad původně svobodomyslným duchem převahu národovecký program, který se projevil např. v silném odporu proti Badeniho nařízením. Tehdy se také poprvé vyskytly snahy přenést univerzitu do Liberce, tedy na „německé území“.

### Československo
Po vzniku Československa byla v roce 1920 česká Karlo-Ferdinandova univerzita zákonem, nazývaným poté podle svého předkladatele lex Mareš, přejmenována na Univerzitu Karlovu a zároveň byla prohlášena pokračovatelkou původního pražského vysokého učení. O novém jménu německé univerzity, která tak už nebyla české stavěna na roveň, mělo být rozhodnuto samostatným zákonem. Ten sice nikdy vydán nebyl, ovšem od té doby se nazývala „Německá univerzita v Praze“. Spor o vlastnictví budov a insignií mezi oběma vysokými školami byl po bouřlivých manifestacích (insigniáda) definitivně rozhodnut až roku 1934 ve prospěch univerzity české. V poměrech nového státu šlo o univerzitu menšinovou, její tehdejší „železný rektor“ August Naegle se dokonce zpočátku odmítal podřídit československé vládě, ale nakonec profesorský sbor složil státní slib věrnosti a na každodenním vědeckém a akademickém provozu se vlastně mnoho nezměnilo. Obnovily se sice snahy přenést univerzitu z Prahy do Liberce či jinam, k tomu ale nakonec nedošlo, neboť československá vláda se obávala zesílení autonomistických tendencí českých Němců a také některým profesorům se nechtělo opustit hlavní město, které bylo vědeckým i kulturním centrem.

### V době nacismu a druhé světové války
Na základě politických změn v sousedním Německu se po roce 1933 začali někteří profesoři otevřeně přiklánět k ideologii nacismu, ačkoli na univerzitě tehdy také našli útočiště ti, kteří museli Třetí říši opustit (např. Hans Kelsen nebo Emil Utitz). Během krize, která nakonec vyústila v přijetí Mnichovské dohody, odešli raději nejvíce kompromitovaní profesoři na univerzity ve Vídni či Mnichově, nebo se účastnili sudetoněmeckých aktivit v zabraném pohraničí. Až koncem roku 1938, kdy sám Adolf Hitler rozhodl, že německá univerzita musí zůstat v Praze, se začali vracet zpět. Zároveň ale začal proces „odžidovštění“ univerzity. Někteří učitelé a studenti židovského původu stačili emigrovat, jiní byli nejdříve jen posláni na dovolenou, propuštěni či vyloučeni, ovšem později transportováni do koncentračních táborů, kde řada z nich zahynula. Po německé okupaci zbytku Československa v březnu 1939 byla německá univerzita přeměněna na říšskou. Došlo k tomu na základě nařízení vůdce a říšského kancléře z 2. srpna 1939, kdy byla spolu s pražskou a brněnskou německou technikou vyňata z protektorátní správy a zároveň získala název „Německá Karlova univerzita“ (Deutsche Karls-Universität). 4. listopadu téhož roku pak byl celý akt dokončen slavnostním začleněním do svazku říšských univerzit. O několik dní později převzala po uzavření českých vysokých škol 17. listopadu jejich budovy a zařízení, navíc včetně původních insignií Univerzity Karlovy jako zadostiučinění za dřívější insigniádu.
Nacistický stát odstranil dosavadní univerzitní samosprávu. Všichni učitelé, včetně profesorů, přešli do nacionálněsocialistického Svazu docentů (NS-Dozentenbund) a studenti do Německého studentstva (Deutsche Studentenschaft). Vedoucí Svazu docentů ve věci řízení univerzity značně konkuroval rektorovi, kromě toho na její správu začal mít vliv kurátor německých vysokých škol, který představoval jakýsi protektorátní mezičlánek mezi školou a berlínským ministerstvem vědy. Poslední zvolený rektor byl nahrazen jmenovaným Wilhelmem Saure, členem SS, který na škole začal podporovat rasový výzkum. Dalším významným nacistou působícím na univerzitě byl Hans Joachim Beyer, který založil Reinhard-Heydrich-Stiftung, zastřešující organizaci pro řadu ústavů a vědeckých institucí v Praze. Na fungování univerzity se ovšem odrazil i průběh války, nejen studenti, ale i někteří vyučující museli narukovat, výuka se proto omezovala a studenti byli také pravidelně nasazováni na zemědělské brigády a do zbrojní výroby. Na podzim roku 1944 byly zastaveny imatrikulace a vše bylo podřízeno totálnímu válečnému nasazení. V tu dobu se také zastřelil rektor Friedrich Klausing, poté co se jeho syn podílel na neúspěšném atentátu na Hitlera. Univerzita fakticky zanikla po osvobození Prahy od německé okupace v roce 1945, většina tehdejšího profesorského sboru město opustila spolu s německou armádou, pouze Josef Pfitzner stanul před soudem. Přitom se ztratily také insignie, originál zakládací listiny a univerzitního pečetidla. Při evakuaci v dubnu 1945 je totiž spolu s řadou dalšího spisového materiálu naložili Němci do beden na vlak směrem na západ, a od té doby jsou i přes pátrání po nich nezvěstné. Oficiálně byla německá univerzita jako „ústav nepřátelský českému národu“ zrušena dekretem presidenta republiky z 18. října 1945 (s retroaktivní účinností k 17. listopadu 1939) a její majetek byl převeden na českou Univerzitu Karlovu.

## Fakulty

### Teologická fakulta
Teologická fakulta se na českou a německou rozdělila až v roce 1891, původní kancléř Bedřich Schwarzenberg se totiž obával, že se „jed nacionalismu“ přenese do celé jeho arcidiecéze. Šlo o nejmenší fakultu ze všech, počet studentů klesal, např. v akademickém roce 1900/1901 zde studovalo již jen 25 bohoslovců. Později jejich počet opět narostl, ale nebyl vůbec srovnatelný s ostatními fakultami. Hlavní teologickou fakultou v monarchii byla fakulta na univerzitě v Innsbrucku, v Praze se především připravovali kněží pro pastorační činnost. I přesto ale stále šlo z hlediska důstojnosti a tradic o důležitou fakultu, na prvním čestném místě přestala být uváděna až v protektorátním období, kdy její význam značně upadl. Je určitou zajímavostí, že za první republiky stále z řad svých profesorů kandidovala rektora celé univerzity, zatímco česká byla na Karlově univerzitě opomíjena. Přednášel zde např. významný Wenzel Frind filosofii a morální teologii, církevní dějiny nacionalističtí Eduard Winter a August Naegle, který se jako jediný stal třikrát rektorem, biblistiku Franz Xaver Steinmetzer či nechvalně proslulý antisemita August Rohling a Karl Hilgenreiner nebo Johann Schlenz církevní právo.

### Právnická fakulta

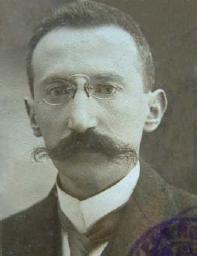
Romanista a politik Robert Mayr-Harting

Původní význam právnické fakulty nerozdělené univerzity ve srovnání s právnickou fakultou univerzity ve Vídni poněkud klesal. V souvislosti s tím klesal i počet jejích posluchačů, byť šlo vždy o druhou největší fakultu německé univerzity, která měla stále kvalitní vědeckou i pedagogickou úroveň. Po vzniku republiky se problém ještě prohloubil, neboť pouze německy mluvící absolventi se nemohli v československé veřejné správě uplatnit. Sídlila v historickém Karolinu a po lékařské fakultě zde studovalo nejvíce Židů. Přesto se studenti německé fakulty se svými kolegy s fakulty české prakticky vůbec nestýkali, až na výjimky (např. Mayr-Harting, Spiegel, Adler) nebyly ani kontakty mezi učiteli. Významným zde byl profesor státního práva Josef Ulbrich, později se mu věnoval i Fritz Sander, Ludwig Spiegel nebo Franz Adler, správnímu právu též Rudolf Schránil. Římské právo přednášeli Karl Esmarch, Robert Mayr-Harting, Karl von Czyhlarz, Ludwig Mitteis, Egon Weiss a známý německý nacionalista Mariano San Nicolò, církevnímu právu se věnoval Friedrich Heinrich Vering, Ernst Hoyer nebo Ludwig Wahrmund, právním dějinám Otto Peterka a Wilhelm Weizsäcker. August Finger či Edgar Maria Foltin přednášeli o trestním právu, o občanském Dominik Ullmann, Bruno Kafka nebo pozdější nacistický politik Ernst Swoboda. Důležitou se stala zdejší statistická škola profesora státovědy Theodora Inama von Sternegg, věnoval se jí i Heinrich Rauchberg či Ernst Mischler, národnímu hospodářství pak Emil Sax, Friedrich von Wieser, Alfred Amonn, Oskar Engländer nebo Franz Xaver Weiss. Roku 1936 byl z Kolína nad Rýnem povolán slavný Hans Kelsen, který ale musel před nacisty brzo odejít i z Prahy.

### Lékařská fakulta
Německá lékařská fakulta začínala ve velmi výhodné pozici, protože jí zůstaly všechny teoretické ústavy a většina klinik. Dokonce někteří přednostové přímo bránili české fakultě ve využívání volných prostor na svých klinikách. Časem se však začala potýkat s problémy starých budov, zastaralého vybavení, nedostatku lůžek a nevyhovujících hygienických podmínek. Po uzavření českých vysokých škol v roce 1939 proto zabrala české ústavy a kliniky, ovšem v květnu 1945 se situace obrátila. Do doby svého zániku šlo vždy o největší fakultu německé univerzity, protože na ní studovalo nejvíce studentů. Měla i největší podíl mediků židovského původu, v některých obdobích šlo až o polovinu. K dispozici měla ústav anatomický, histologický, fyziologický, patologicko-anatomický, pro všeobecnou a experimentální patologii, chemický, farmakologicko-farmakognostický, soudního lékařství a hygienický. V jejím rámci fungovaly dvě interní kliniky, dále klinika chirurgická, gynekologicko-porodnická, oční, dvě dětské, otorhinolaryngologická, dermatovenerologická, psychiatrická a z ní později vzniklá neurologická, zubní, ortopedická a jedna poliklinika. V období protektorátu zde působil pod vedením Karla Thumse i Ústav pro dědičnost a rasovou hygienu.
Působila zde řada významných profesorů. Anatomii přednášel Carl Rabl, Rudolf Fick či Otto Grosser, patologickou anatomii pak Hans Chiari, Richard Kretz a Anton Ghon. Fyziologii se věnovali Ewald Hering a Eugen Steinach, Felix Michael Haurowitz biochemii (objevitel instrukční teorie tvorby protilátek) a histologii Alfred Kohn. Lékařskou chemii a biochemii přednášeli Richard von Zeynek, Franz Hofmeister (objevitel peptidické vazby) a Julius Pohl, farmakologii Wilhelm Friedrich Wiechowski nebo Emil Starkenstein. Očnímu lékařství se věnoval Wilhelm Czermak a ušnímu Otto Piffl. Na interně působili Rudolf von Jaksch, Alfred Pribram, Otto Kahler či Wilhelm Nonnenbruch a na chirurgii Anton Wölfler a Hermann Schloffer. Na patologii Arthur Biedl (jeden ze zakladatelů endokrinologie), Philipp Knoll nebo Hans Selye (žák prof. Biedla, objevitel funkce nadledvin ve stresu, který později rozvinul teorii stresu), soudní lékařství provozoval Arnold Paltauf. Pediatrii se věnoval Alois Epstein, psychiatrii Arnold Pick (Pickova choroba) a neurologii Oskar Fischer, který ve skutečnosti jako první popsal klinický obraz Alzheimerovy choroby. V oblasti hygieny zde vynikli Isidor Soyka, Ferdinand Hueppe, Oskar Bail nebo Curt Sonnenschein. Ve fyziologickém ústavu pracoval a později jej řídil Gustav Schubert.

### Filozofická fakulta
Co do počtu studentů byla filozofická fakulta poměrně malá, učilo na ní ale poměrně mnoho význačných profesorů. Vynikala především v germanistice, historických oborech, dějinách umění či orientalistice, ve srovnání s českou fakultou byla naopak zřetelně slabší ve filosofii a původně i slavistice. Paradoxně ale po vzniku Československé republiky zaznamenala zejména bohemistika výrazný rozmach. Klasickou filologii zde představovali Alois Rzach, Edgar Martini, Siegfried Reiter a Theodor Hopfner, klasickou archeologii Eugen Petersen, Wilhelm Klein, Heinrich Swoboda, Camillo Praschniker a Alois Gotsmich. Jako protipól českého historika Jaroslava Golla zde působil Adolf Bachmann, historii se dále věnovali Ottokar Weber, August Fournier, Antonín Gindely, Samuel Steinherz, Arnold Gehlen, Lothar Zotz, Hans Hirsch, Theodor Mayer, Heinz Zatschek, Wilhelm Wostry nebo později nechvalně proslulý nacista Josef Pfitzner.  Z teologické fakulty sem přešel též Eduard Winter. Profesorem prehistorie byl Leonhard Franz. Pomocné vědy historické vyučoval Emil Werunsky, dějiny umění Alwin Schultz, Josef Neuwirth a Karl Maria Swoboda a působili zde i muzikologové Guido Adler, Heinrich Rietsch, Paul Nettl či Gustav Becking. Silnou germanistiku představovali August Sauer, Adolf Hauffen, Erich Gierach, Ernst Schwarz, Herbert Cysarz nebo Erich Trunz. Působil zde také anglista Leo von Hibler a romanisté Emile Freymond a Erhard Preissig. Orientalistice se věnovali Max Grünert, Adolf Grohmann, indologové Moriz Winternitz a Otto Stein a o srovnávacím indoevropském jazykozpytu přednášeli Friedrich Slotty a Erich Hofmann. Bohemistiku představovali Franz Spina, Eugen Rippl či Gerhard Gesemann. O filosofii se starali Otto Willmann, Friedrich Jodl, Christian von Ehrenfels, Oskar Kraus nebo významný Emil Utitz, který odešel z nacistického Německa. Psychologii na fakultě zaváděl filozof jazyka Anton Marty, sociologii Alfred Weber a pedagogiku Ernst Otto. Za účelem nacistických rasových výzkumů zde byl z původního slavistického semináře vytvořen Ústav pro studium východní a jižní Evropy, dále vznikl Ústav pro sociální antropologii a národní biologii, který vedl Karl Valentin Müller, a Ústav pro sociální a národní psychologii.

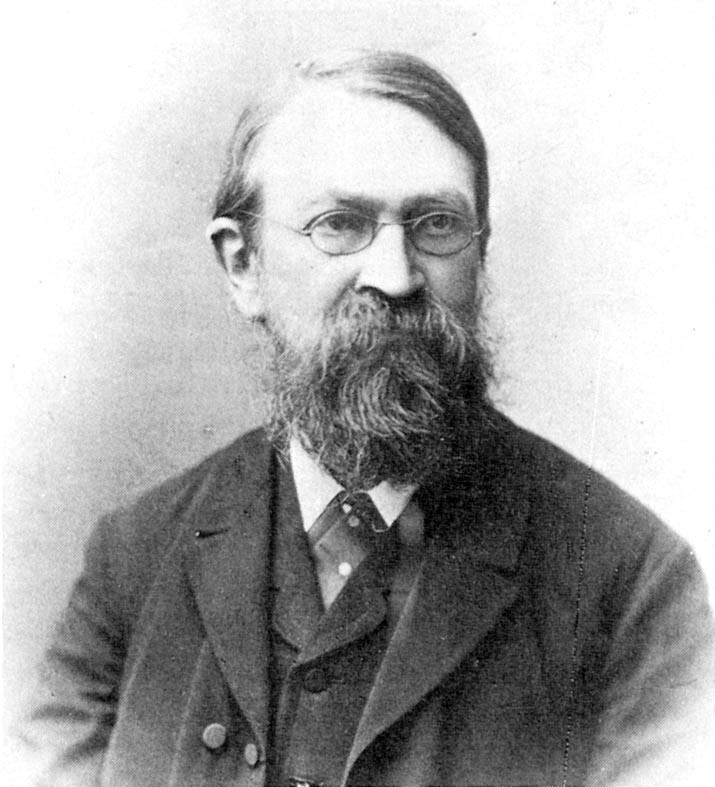
Teoretický fyzik Ernst Mach

Až do vzniku samostatné přírodovědecké fakulty se na filozofické fakultě přednášely i přírodovědecké obory. V tehdejším období zde byl nejvýznamnějším fyzikem Ernst Mach, působil zde ale také, byť jen tři semestry v letech 1911–1912, pozdější laureát Nobelovy ceny Albert Einstein. Kromě nich o fyzice přednášeli i Ferdinand Lippich, Ernst Lecher, Anton Lampa nebo Philipp Frank. Z matematiků zde působili Georg Alexander Pick, Heinrich Jacob Karl Durège, Karl Bobek, Anton Puchta, Otto Biermann, Seligman Kantor nebo Gerhard Kowalewski. Geologii se věnovali Gustav Karl Laube a Oskar Lenz, botanice Hans Molisch a Günther Beck von Mannagetta und Lerchenau a zoologii Samuel Friedrich Stein.

### Přírodovědecká fakulta
Nejmladší německá přírodovědecká fakulta vznikla stejně jako fakulta česká až v roce 1920 oddělením od filozofické fakulty. Spolu s přírodovědeckými a matematickými obory na novou fakultu přešlo i farmaceutické studium. Kromě těch učitelů, kteří už dříve působili na filozofické fakultě, zde např. přednášeli matematici Ludwig Berwald, Arthur Winternitz či Karl Löwner, nejvýznamnějším byl ale logik Rudolf Carnap. O geofyziku se zajímal Leo Wenzel Pollak a o chemii Hans Leopold Meyer a Johann Böhm, který po uzavření českých vysokých škol spolupracoval s Jaroslavem Heyrovským a po válce jako jeden z mála profesorů celé německé univerzity zůstal v Praze. Mineralogii a geologii se věnovali Michael Stark, Erich Spengler a Adalbert Liebus. O botanice přednášeli Fritz Knoll, Adolf Pascher, Franz Firbas a paleobotanik Karl Rudolph, fyziologii rostlin se zvláště věnoval Ernst Georg Pringsheim a v oblasti zoologie byl nejproslulejší Carl Isidor Cori. Chybělo ale např. studium antropologie, což souviselo s tím, že československá vláda odmítala německé rasové nauky. Ty se však prosadily během německé okupace, kdy zde vznikl Ústav pro rasovou biologii.

## Významní absolventi
- Ferdinand Blumentritt, etnograf
- Max Brod, spisovatel

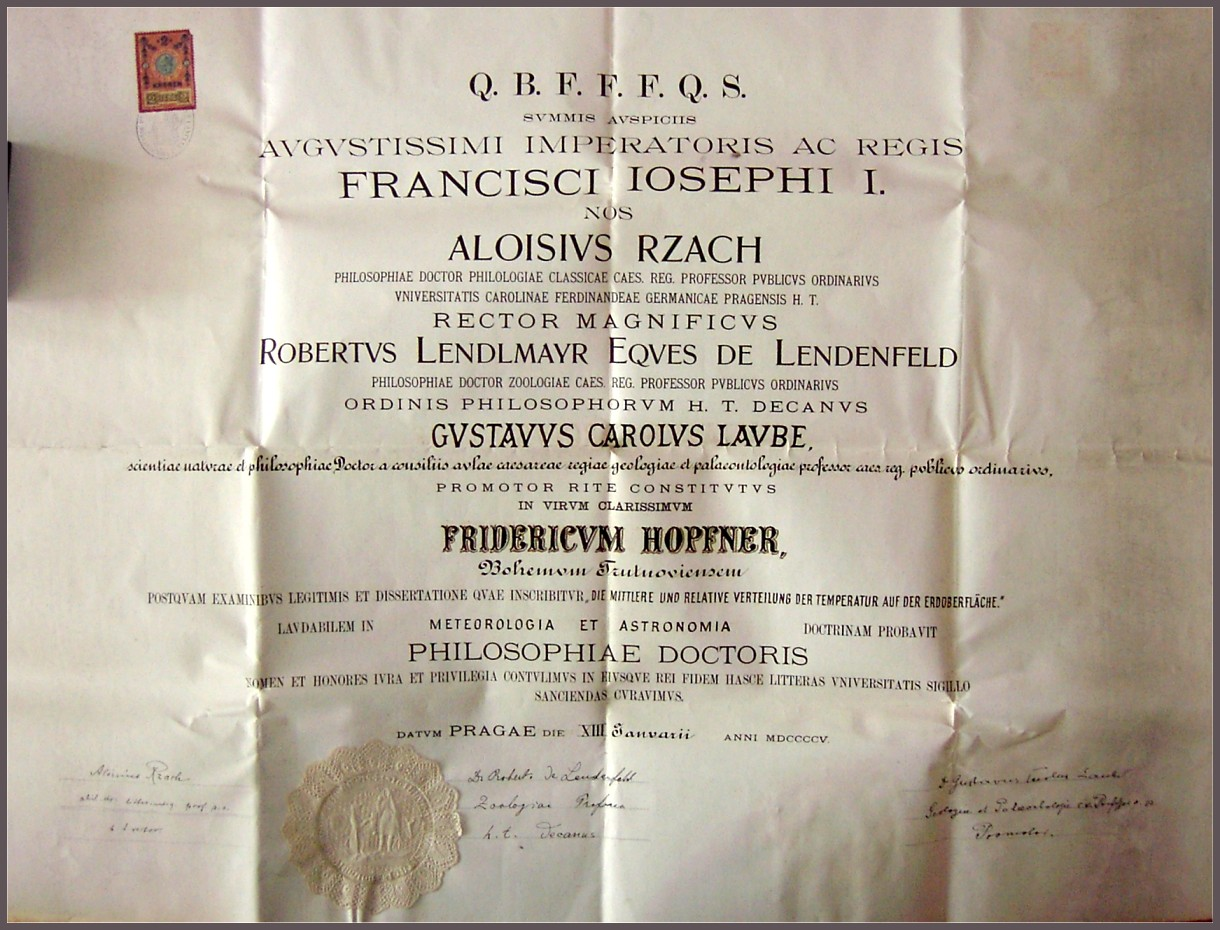
Diplom Německé univerzity v Praze

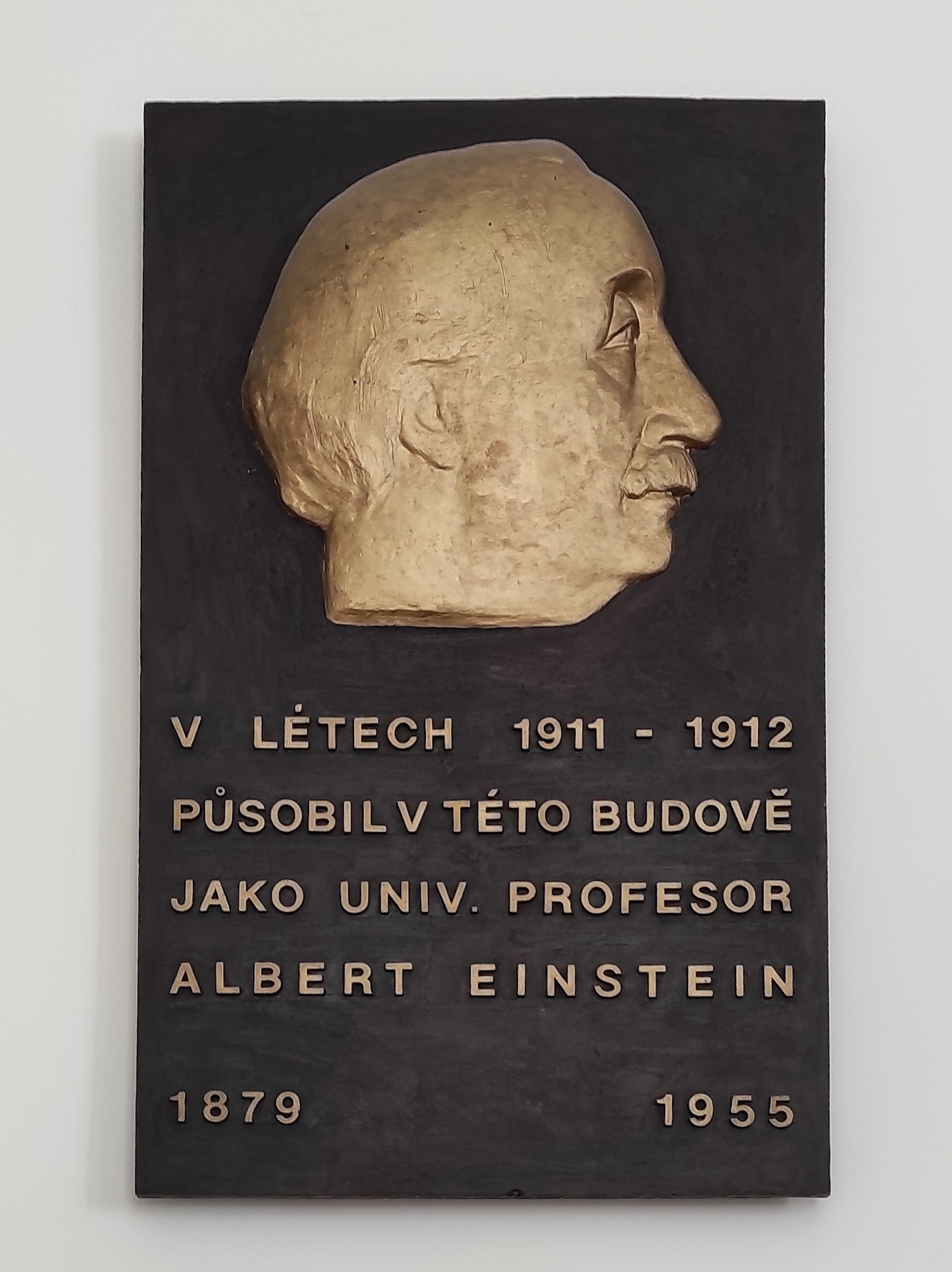
Pamětní deska Albertu Einsteinovi ve Viničné 7, Přírodovědecká fakulta UK

- Carl Ferdinand Cori, biochemik, nositel Nobelovy ceny
- Gerty Coriová, biochemička, nositelka Nobelovy ceny
- Vincenz Czerny, chirurg
- Karl Wolfgang Deutsch, sociální vědec
- Pavel Eisner, překladatel a spisovatel
- Antonín Gindely, historik
- Hermann Grab, spisovatel a hudebník
- František Xaver Harlas, historik umění
- Johanna von Herzogenberg, historička
- Franz Kafka, spisovatel
- Karel I., rakouský císař
- Walter Kaufmann, skladatel
- Wilhelm Klein, klasický archeolog
- Josef Klíma, orientalista
- Rudolf Lodgman, politik
- Óndra Łysohorsky, básník
- Arthur Mahler, historik umění
- Otto Muneles, filolog a judaista
- Raphael Pacher, historik a politik
- Georg Placzek, teoretický fyzik
- Oskar Pollak, historik umění
- Rainer Maria Rilke, básník
- Hanuš Ringhoffer, průmyslník
- Hans Selye, lékař, endokrinolog
- Franz Spina, politik, ministr
- Johannes Urzidil, historik umění